# Rata Blanca
Rata Blanca est un groupe argentin de heavy metal, originaire de Bajo Flores, à Buenos Aires. Il est formé en 1986 par Walter Giardino et Gustavo Rowek. Par la suite, il intègre d'autres membres : Adrián Barilari (voix), Danilo Moschen (claviers) et Fernando Scarcella (batterie). Rata Blanca est considéré par la presse spécialisée et le public comme l'un des plus importants groupes de heavy metal en espagnol,.

## Première phase
En 1985, le guitariste Walter Giardino abandonne son groupe V8. Voyant l'état déplorable dans lequel se trouvait la musique heavy en Argentine, il fait appel à Gustavo Rowek (ex-batteur de V8) dans l'idée d'enregistrer indépendamment une démo, puis d'emménager en Angleterre. Le batteur se joint alors à lui et les enregistrements démarrent à Buenos Aires ; ils sont rejoints par Rodolfo Cava au chant, et Yulie Ruth de Alakrán à la basse. Avec cette formation, le groupe enregistre les chansons Chico Callejero, Gente del Sur, Rompe el Hechizo et La Bruja Blanca, trois d'entre elles étant incluses dans leur premier album.
Rata Blanca donne son premier concert le 15 août 1987 au Luz y Fuerz de Buenos Aires devant 600 spectateurs. Ils donnent un deuxième concert le 19 septembre la même année, cette fois au Teatro Lasalle. Après leur concert, Saúl Blanch quitte le groupe. Ils donnent leur troisième concert le 2 janvier 1988 au Teatro Fénix de Flores, aux côtés de leur nouveau chanteur Carlos Périgo. En octobre 1988 sort le premier album homonyme de Rata Blanca, Rata Blanca. Le groupe publie ensuite un deuxième album, intitulé Magos, Espadas y Rosas. Après la sortie de ce deuxième album, le groupe retourne en studio pour enregistrer son troisième album. Ce nouvel album, Guerrero del arco iris (dédié au navire Rainbow Warrior de Greenpeace), est certifié double disque de platine, et est publié par PolyGram. Le groupe se popularise grâce à son style de métal traditionnel, atteignant son apogée en 1991, avec plus de 200 000 exemplaires vendus de leurs trois albums. Guerrero del arco iris est joué le 28 décembre 1991 au stade Velez Sarsfield, aux côtés du groupe Attaque 77 devant plus de 40 000 personnes.
Une fois à Buenos Aires, Hugo Bistolfi quitte le groupe et est remplacé par Javier Retarnozo. Avec cette formation, et lors d'un concert, Adrian Barilari quitte aussi Rata Blanca. Après le départ de Barilari, le place de chanteur au sein du groupe devient vacante ; il est finalement remplacé par Mario Ian, ancien membre d'Alakran, qui contribuera à la fois au chant mais aussi aux paroles de chansons. En 1994, le groupe commence les enregistrements de son cinquième album. L'album Entre el cielo y el infierno est publié la même année, et comprend des titres tels que Under Control et Jerusalem. En 1997, le groupe se sépare.

## Seconde phase
Barilari et Bistolfi sont invités à un concert de Walter Giardino Temple en 2000, ce qui mène à réunion du groupe. Rowek et Berdichevsky refusent de prendre part à la réunion. La radio La Mega diffuse fréquemment leur ancienne chanson Mujer amante générant un nouvel intérêt pour le groupe. Leur nouvel album, El camino del fuego, publié en 2002, est un vrai succès, et leur album La llave de la puerta secreta, publié en 2005, devient même certifié disque d'or avant même sa sortie.
En février 2006, le chanteur Doogie White (Rainbow) est annoncé aux côtés de Rata Blanca à leur performance à Madrid, en Espagne, le 3 mars. Au début de 2008, le groupe est annoncé au festival Quilmes Rock le 30 mars au River Plate Stadium de Buenos Aires, Argentine, aux côtés d'Ozzy Osbourne, Korn, et Black Label Society. Le 5 juin 2009, Tarja Turunen de Nightwish rejoint le groupe sur scène.
En novembre 2010, la légende du hard rock Graham Bonnet jouera avec Walter Giardino le 18 décembre au Teatro Flores de Buenos Aires, aux côtés des batteur Fernando Scacella et claviériste Danilo Moschen de Rata Blanca.
Au début de 2013, ils annoncent une présentation le 18 mai au stade Malvinas Argentinas, où ils jouent leur premier album dans son intégralité (avec Saul Blanch, Sergio Berdichevsky et Gustavo Rowek) et l'album The Hidden Book. À la fin de 2014, ils annoncent sur Facebook avoir atteint le million d'abonnés. À cette occasion, ils annoncent un nouvel album intitulé Tormenta eléctrica, qui comprend 12 chansons incluant Rock 'n' Roll Hotel, Tormenta eléctrica, Los chicos quieren rock et Tan lejos de aquel sueño. Il est publié le 5 août 2014 au label Icarus Music. La couverture de l'album est conçue par l'artiste chilien Claudio Bergamin. Tormenta eléctrica est finalement publié le 16 juillet 2015.

## Membres

### Membres actuels
- Walter Giardino - guitare
- Adrian Barilari - chant
- Fernando Scarcella - batterie
- Danilo Moschen - clavier

### Anciens membres
- Guillermo Sanchez - basse (†)
- Hugo Bistolfi - clavier
- Saúl Blanch - chant
- Gustavo Rowek - batterie
- Javier Retamozo - clavier
- Mario Ian - chant
- Rodolfo Cava - chant
- Yulie Ruth - basse
- Sergio Berdichevsky - guitare

## Discographie

### Albums studio
- 1988 : Rata Blanca
- 1990 : Magos, Espadas y Rosas
- 1991 : Guerreros del arco iris
- 1993 : El libro oculto
- 1994 : Entre el cielo y el infierno
- 1997 : Rata Blanca VII
- 2002 : El camino del fuego
- 2005 : La llave de la puerta secreta
- 2008 : El reino olvidado
- 2011 : XX Aniversario Magos, Espadas y Rosas
- 2015 : Tormenta eléctrica

### Albums live
- 1996 : En vivo en Buenos Aires
- 2003 : Poder Vivo

### Compilations
- 2000 : Grandes Canciones

### Singles
- 2001 : Teatro Gran Rex
- 2002 : Simple
- 2002 : Highway on Fire
- 2003 : Rata Blanca